# Аверо и Атом
Аверо и Атом — мученики кеметские. День памяти — 2 июля в Коптской церкви.
Святые Аверо (Aberoh), или Авуром (Aburom), или Ариан (Arianus) и Атом (Atom) были братьями, жившими в Гамнуди (Gamnudi), Кемет. Во время гонений они бежали в город Фарама (Farama), Кемет. В городе Александрия братья были схвачены и преданы мучениям. Однако префект освободил их. Они бежали в Барамон (Baramon), где были обезглавлены властями.